# Templo de Vênus Ericina (Capitólio)
Templo de Vênus Ericina (em latim: Aedes Veneris Erycinae) era um dos dois templos de Roma dedicados a Vênus Ericina. Este estava situado no Capitólio, ao lado do Templo de Mente (Aedes Mentis), da qual era separado por uma estreita passagem por onde corria um canal de dejetos. Ficava na Região VIII - Fórum Romano.

## História
Segundo conta Lívio, estava indicado nos Livros Sibilinos, em 217 a.C., que o ditador Quinto Fábio Máximo Verrugoso jurou construir um templo dedicado a Vênus Ericina depois da derrota na Batalha do Lago Trasimeno e ele foi dedicado em 215 a.C., ano em que ele foi duúnviro.
Este culto foi introduzido em Roma depois da conquista de Erice, uma das cidades dos elímios onde era importante o culto da Vênus local (e daí o nome "Ericina"), já descrito por Diodoro Sículo (que narra a chegada de Líparo, filho de Ausônio, às ilhas Eólias acrescentando que os sicanos "habitavam os altos picos das montanhas e adoravam a Vênus Ericina").
Este templo pode ser o mesmo citado na era imperial com o nome de Templo da Vênus Capitolina (em latim: Aedes Capitolina Veneris), no qual Lívia dedicou uma estátua de um filho pequeno de Germânico e Galba ofereceu uma coluna de pedras preciosas.

## Descrição
O templo ficava no Capitólio do lado sudeste, dominando a Rocha Tarpeia, uma área densamente ocupada por templos religiosos. Estava entre o Templo de Ops e o Templo de Mente, este também jurado por Quinto Fábio Máximo. O templo e o Templo de Mente eram separados por um canal de dejetos e tinha o formato circular.

## Localização
| Planimetria do Capitólio antigo |
| --- |
| Area capitolina Arx Fórum Romano Fóruns imperiais Velabro Templo de Júpiter Capitolino Tabulário Templo de Juno Moneta Teatro de Marcelo Fórum Holitório Templo de Belona Templo de Júpiter Ferétrio Templo de Vejóvis Auguráculo Iseu Templo de Júpiter Guardião (?) Templo da Concórdia (?) Templo de Júpiter Conservador Cabana de Rômulo Altar Templo Tensário Templo de Júpiter Tonante Clivo Capitolino "Cem Passos" Porta Pandana Templo de Jano Templo de Juno Sóspita Templo de Esperança Templo de Augusto Asilo "Entre Dois Bosques" Vico Jugário Campo de Marte Pórtico dos Deuses Harmoniosos Templo de Vespasiano Templo da Concórdia Tuliano Clivo Argentário Templo de Vênus Ericina Templo de Mente (?) Templo de Fides (?) Templo de Ops (?) Arco de Cipíão Templo de Saturno Basílica Júlia |